# Музей Ягеллонского университета

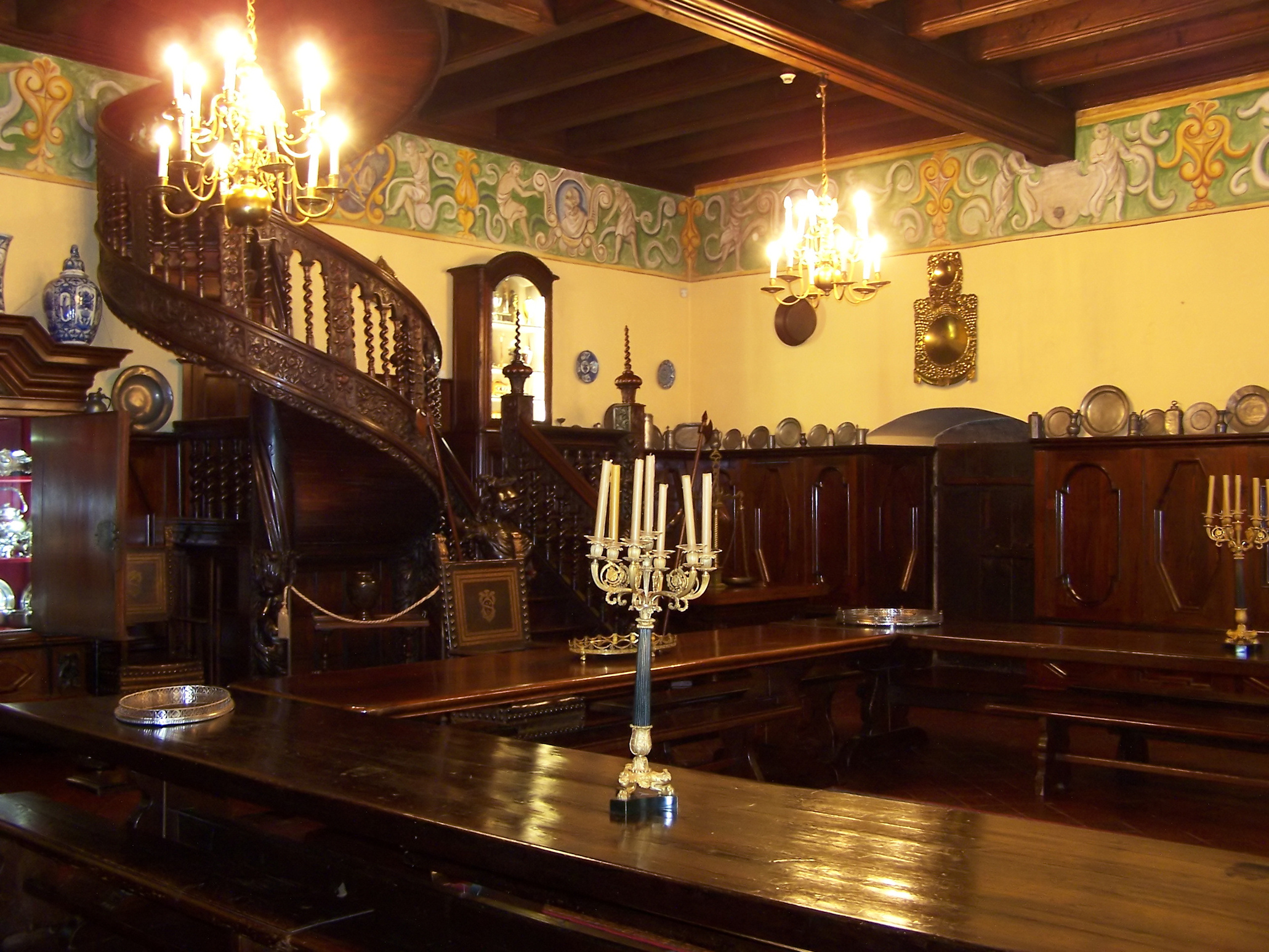
Интерьер "Stuba Communis"

Музей Ягеллонского университета (пол. Muzeum Uniwersytetu Jagiellońskiego) находится в городе Краков, Польша, на перекрёстке улиц святой Анны и Ягеллонки в здании Коллегиум Майус, которое является старейшим зданием университета. Музей зарегистрирован в Государственном реестре музеев.

## Описание
Ранее в этом здании с 1867 года находился Археологический кабинет, основанный профессором Юзефом Лепковским. В 1936 году здание музея внесено в реестр памятников культуры Малопольского воеводства.

## Экспозиция
В настоящее время в музее действует постоянная выставка, посвящённая истории Ягеллонского университета.
Коллекция музея подразделяется на семь собраний:
1. Собрание научных инструментов, состоящее примерно из 2000 экспонатов. Коллекция включает в себя аутентичные научные инструменты, использованные в средние века. В собрании находятся арабская астролябия 1054 года, аппарат для сжижения газа 1884 года проекта польского учёного Кароля Ольшевского, коллекция глобусов с Ягеллонским глобусом и глобусами Герарда Меркатора;
2. Собрание западноевропейской живописи, включающее в себя 21 картин и скульптур с XVI до XIX века, в том числе картины Ян Массейса «Венус и Любовь» и Эжена Декларуа «Дух отца Гамлета в замке Эльстнор».
3. Собрание негативов и фотографий, состоящее из около 35 тысяч негативов и тысячи старых фотографий из коллекций фотографов Антона Павликовского, Юзефа Кучинского, Станислава Мухи и Станислава Коловцы. Коллекция представляет виды Кракова до Второй мировой войны и портреты профессоров Ягеллонского университета и известных личностей;
4. Собрание средневековых и барочных скульптур, в том числе бронзовые анатомические модели Пьетро Франковилля и скульптуры авторства Францишка Выспянского, Константы Лащки и Игоря Миторая;
5. Собрание графики, состоящее примерно из 2000 предметов и включающее в себя акварели, рисунки и гравюры польских и зарубежных художников, начиная с XV века, в том числе коллекции Феликса Топольского и Адама Гоффмана;
6. Собрание декоративного искусства, состоящее примерно из 7 тысяч объектов и включающее в себя предметы текстильного, ювелирного, керамического, мебельного производства и искусства, в том числе скипетр королевы Ядвиги;
7. Собрание деревянных гравюр, состоящее примерно из 3 тысяч объектов, в том числе гравюры Виттенбергской Библии 1534 года.

Собрание музея представлено в залах «Libraria» (бывшая библиотека) и «Stuba Communis» (Общая зала, бывшая трапезная профессоров), бывших комнатах профессоров и комнаты Коперника, прежней аудитории, комнаты святого Яна из Кенты и Зелёном зале.